# بويان سيميتش
بويان سيميتش هو لاعب كرة قدم صربي في مركز الدفاع، ولد في 26 سبتمبر 1976 في ليسكوفاتس في صربيا. لعب مع زمبرو تشيسيناو وملادوست لوتشاني ونادي إيرتيش بافلودار.

## وصلات خارجية
- بويان سيميتش على موقع قاعدة بيانات كرة القدم.إي يو (الإنجليزية)
- بويان سيميتش على موقع عالم كرة القدم.نت (الإنجليزية)